# Pręgierz na Rynku Głównym w Krakowie

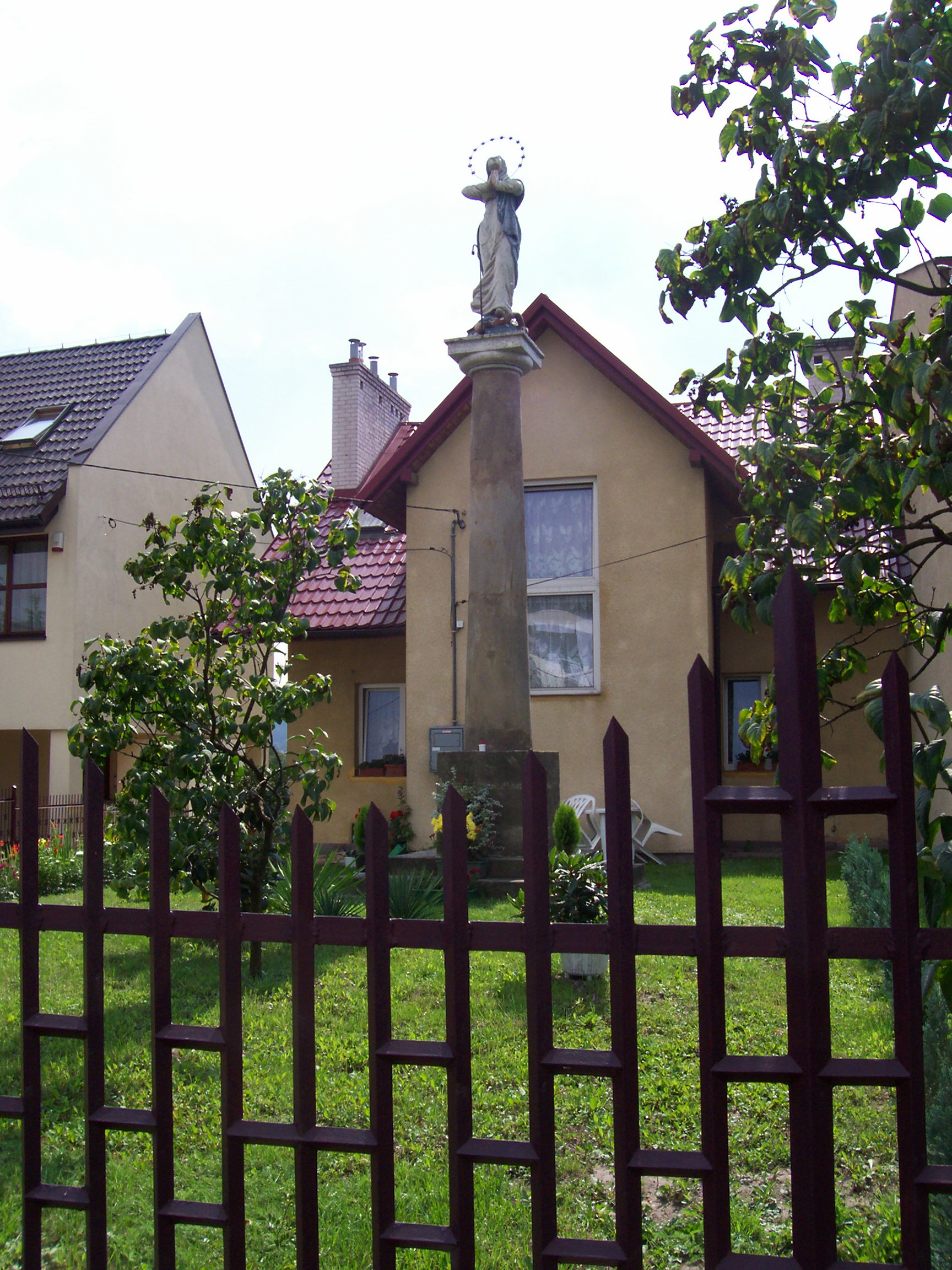
Krakowski pręgierz jako cokół figury przy cmentarzu w Mydlnikach.

Pręgierz na Rynku Głównym w Krakowie – pręgierz, kamienny słup służący do publicznej chłosty i piętnowania, który stał na krakowskim rynku naprzeciw Pałacu Spiskiego. Rozebrany na początku XIX wieku.

## Historia
Pierwsze wzmianki o pręgierzu znajdują się w dokumentach miejskich z XVI wieku. Przy krakowskim pręgierzu wykonywano także wyroki cenzury kościelnej. Przy pręgierzu („u pręgi”) wymierzano również karę na złodziejach złapanych w ciągu dnia na kradzieży rzeczy o wartości poniżej 3 zł. Za pierwszą udowodnioną kradzież cechowano złoczyńcę na twarzy, za drugą obcinano mu uszy, a za trzecią wypalano żelazem krzyż na czole. Kolejne przestępstwo o podobnym charakterze było już karane szubienicą. Nóż do obcinania uszu złodziejom wisiał na widocznym miejscu przy wejściu do Sukiennic od strony wschodniej. Za drobne przestępstwa skazywano na „siedzenie w kunie”, czyli przykucie do pręgierza przy pomocy łańcuchów z żelaznymi zamykanymi obręczami. Była to przede wszystkim kara kościelna, którą wymierzano z wyroku proboszcza, pana wsi lub sołtysa, za niemoralne prowadzenie się, pracowanie w niedziele i święta, nieposzanowanie rodziców, dawanie złego przykładu dzieciom i za awanturnictwo. Kara ta trwała zazwyczaj kilka godzin.
Pręgierz rozebrano na początku XIX wieku (najprawdopodobniej w 1820), a jego część posłużyła jako cokół figury przydrożnej w Mydlnikach.

## Via Dolorosa
Spod pręgierza wypędzano z miasta skazanych, gnając ich „krakowską Drogą Krzyżową”, wpierw ul. Sławkowską przez bramę miasta, a kończąc na dzisiejszym Pędzichowie, gdzie stała szubienica (ostatnią publiczną egzekucją na Rynku było skazanie w 1794 roku księdza Macieja Dziewońskiego, który przekazał Rosjanom plan obozu polskiego pod Bosutowem). 